# CAF Futsal Championship 2000
Il secondo CAF Futsal Championship, disputato nel 2000 al Cairo in Egitto dal 16 aprile al 21 aprile, viene considerato il secondo campionato continentale africano per formazioni nazionali di calcio a 5.
Il girone, composto da quattro formazioni, aveva il duplice scopo di eleggere la miglior formazione nazionale di calcio a 5 d'Africa e di stabilire contestualmente la nazionale avente diritto alla qualificazione al quarto FIFA Futsal World Championship in programma in Guatemala. A farla da padrone nella breve manifestazione (6 giorni) fu l'Egitto padrone di casa che vinse a mani basse il girone laureandosi campione continentale africano per la seconda volta, e qualificandosi ai mondiali.

## Gare
|           | Risult. |           | Città e data |
| --------- | ------- | --------- | ------------ |
| Egitto    | 3 - 2   | Marocco   | Cairo 16.04  |
| Sudafrica | 2 - 6   | Libia     | Cairo 16.04  |
| Marocco   | 14 - 1  | Sudafrica | Cairo 18.04  |
| Libia     | 1 - 9   | Egitto    | Cairo 18.04  |
| Marocco   | 8 - 8   | Libia     | Cairo 21.04  |
| Egitto    | 18 - 2  | Sudafrica | Cairo 21.04  |

| Classifica finale | Pt | G | V | N | P | GF | GS | DR  |
| ----------------- | -- | - | - | - | - | -- | -- | --- |
| Egitto            | 9  | 3 | 3 | 0 | 0 | 30 | 5  | +25 |
| Marocco           | 4  | 3 | 1 | 1 | 1 | 24 | 12 | +12 |
| Libia             | 4  | 3 | 1 | 1 | 1 | 15 | 19 | -4  |
| Sudafrica         | 0  | 3 | 0 | 0 | 3 | 5  | 38 | -33 |

| Qualificate al mondiale | Egitto |
| ----------------------- | ------ |